# Reactivering van spoorlijnen in Nederland
Dit artikel geeft een overzicht van reactivering van spoorlijnen in Nederland, ofwel het heropenen van een spoorlijn die eerder gesloten is.
In het verleden zijn vele spoorlijnen gesloten vanwege een tekort aan passagiers. Vanwege verdergaande ontwikkelingen op het gebied van het materiaal en de sterke toename van het aantal passagiers wordt het steeds interessanter om spoorlijnen weer te openen. Bij reactivering loopt men tegen vaak tegen enkele problemen aan. Allereerst de verouderde infrastructuur. De spoorlijn, als deze nog aanwezig is, dient geheel gerenoveerd te worden. Tweede punt is het ontbreken van spoordelen. Vaak zijn er stukken opgebroken of staan andere infrastructurele objecten reactivering in de weg. Derde probleem is het gebrek aan draagvlak van bewoners bij het gesloten stuk spoorlijn, het zogeheten NIMBY probleem. 

## Gereactiveerde spoorlijnen
- 1981: De Haar – Rhenen (geen reizigersvervoer sinds 1944)
- 1992: Heerlen – Herzogenrath (geen reizigersvervoer sinds 1952 of 1953)
- 2001: Enschede – Gronau (buiten dienst sinds 1981)
- 2002: Nieuweschans – Leer (buiten dienst voor renovatie sinds 2000)
- 2011: Zuidbroek – Veendam (geen reizigersvervoer sinds 1953)
- 2011: Maastricht – Lanaken (voor goederenvervoer; geen reizigersvervoer sinds 1954, buiten dienst sinds 1992)

## In onderzoek
- Goederenspoorlijn Antwerpen - Mol - Weert - Roermond - Mönchengladbach (IJzeren Rijn)
- Spoorlijn Nijmegen - Kleef